# Perwomaiski (Tscheljabinsk)
Perwomaiski (russisch Первома́йский) ist eine Siedlung städtischen Typs in der Oblast Tscheljabinsk (Russland) mit 10.645 Einwohnern (Stand 14. Oktober 2010).

## Geographie
Die Siedlung liegt im östlichen Vorland des südlichen Ural, etwa 35 km Luftlinie südwestlich der Oblasthauptstadt Tscheljabinsk.
Perwomaiski gehört zum Rajon Korkino und liegt knapp 15 km westlich von dessen Verwaltungszentrum Korkino.

## Geschichte
Der Ort entstand in der ersten Hälfte der 1950er-Jahre im Zusammenhang mit der Errichtung eines großen Zementwerkes als Arbeitersiedlung, nachdem 1949 in der Nähe entsprechende Rohstoffvorkommen entdeckt worden waren.
1956 erhielt er den Status einer Siedlung städtischen Typs; der Name wurde vom russischen Perwoje maja für Erster Mai abgeleitet. Am 26. Januar 1957 nahm das Zementwerk  als Korkinoer Zementwerk (Korkinski zementny sawod) die Produktion auf.

### Bevölkerungsentwicklung
| Jahr | Einwohner |
| ---- | --------- |
| 1959 | 8.713     |
| 1970 | 10.670    |
| 1979 | 9.985     |
| 1989 | 10.101    |
| 2002 | 10.759    |
| 2010 | 10.645    |

Anmerkung: Volkszählungsdaten

## Wirtschaft und Infrastruktur
Ortsbildendes Unternehmen ist das Zementwerk, das 1992 als Uralzement privatisiert wurde und seit 2003 dem französischen Baustoffhersteller Lafarge gehört.
Perwomaiski liegt an der auf diesem Abschnitt 1915 eröffneten Eisenbahnstrecke, die in Poletajewo westlich von Tscheljabinsk vom heutigen Südzweig der Transsibirischen Eisenbahn abzweigt und über Troizk nach Orsk führt (Stationsname Klubnika; Streckenkilometer 20).
Straßenverbindung besteht zur Fernstraße M36 Jekaterinburg – Tscheljabinsk – Troizk – kasachische Grenze, die Korkino am westlichen Stadtrand umgeht.